# Acer pilosum
Acer pilosum là một loài thực vật có hoa trong họ Bồ hòn. Loài này được Maxim. mô tả khoa học đầu tiên năm 1880.